# Discone-Antenne

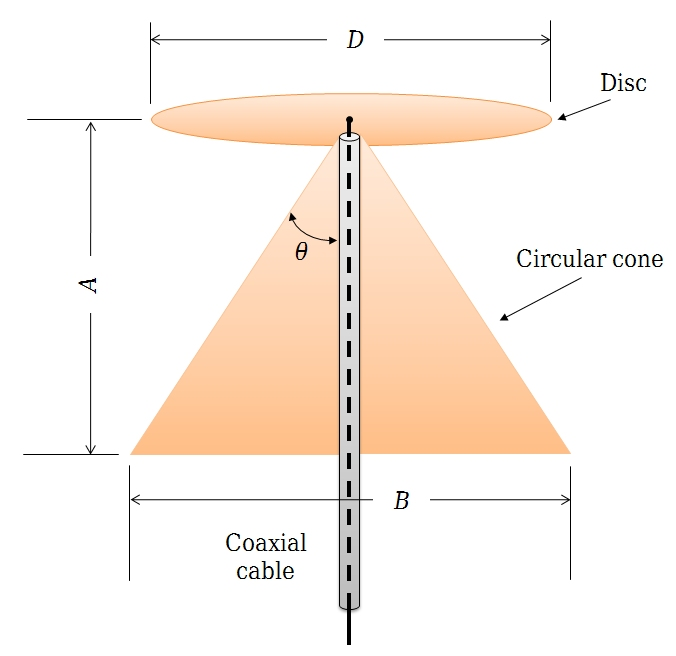
Prinzipschema einer Discone-Antenne

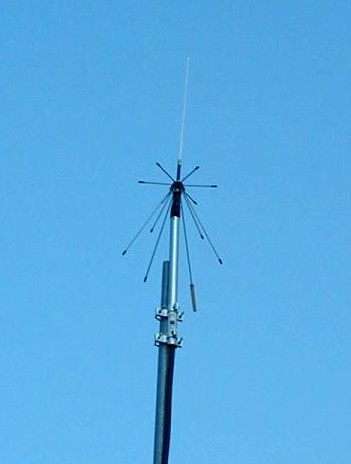
Discone-Antenne in Form einzelner Metallstäbe aufgebaut

Die Discone-Antenne (englisches Kunstwort aus ‚disc‘ (Scheibe) und ‚cone‘ (Kegel)) ist eine breitbandige Rundstrahlantenne.
Eine Discone-Antenne ist asymmetrisch über ein Koaxialkabel angekoppelt, im Prinzipschema ist das Koaxialkabel zentrisch angeordnet und speist in der Mitte der oberen Scheibe ein. Diese Antennenbauform bietet eine frequenzunabhängige Impedanz, die einzig vom Winkel Θ des Kegels abhängt. In der technischen Realisierung begrenzen jedoch die maximalen Abmessungen von Kegel und Scheibe die Grenzfrequenzen.
Der Abstrahlwinkel ist sehr flach, die Polarisation verläuft in vertikaler Richtung. Der Antennengewinn von Discone-Antennen liegt bei 3 dBi bis 4 dBi.

## Einsatz und Nutzung
Discone-Antennen sind durch ihre Breitbandigkeit gut geeignet für Funküberwachungsaufgaben sowie die gleichzeitige Nutzung auf mehreren Frequenzbändern, z. B. 2-m-/70-cm-/23-cm-Amateurfunkbändern. So bietet beispielsweise die Discone-Breitband-Stationsantenne AH-8000 von ICOM einen nutzbaren Frequenzbereich von 100 MHz bis 3300 MHz.